# Zbigniew Stankiewicz
Zbigniew Stankiewicz (łot. Zbigņevs Stankevičs; ur. 15 lutego 1955 w Sinole w gminie gulbeńskim) – łotewski duchowny rzymskokatolicki narodowości polskiej, doktor nauk teologicznych specjalizujący się w dziedzinie teologii fundamentalnej, były wiceprzewodniczący Związku Polaków na Łotwie, arcybiskup metropolita ryski i tym samym prymas Łotwy od 2010, członek Papieskiej Rady do spraw Popierania Jedności Chrześcijan od 2012, sekretarz generalny Konferencji Biskupów Łotwy od 2021.

## Życiorys
W latach 1962–1970 kształcił się w szkole podstawowej w Eglaine, następnie zaś w szkole średniej w Iłłukszcie (1970–1973). W 1978 ukończył studia na Wydziale Automatyki i Techniki Obliczeniowej Politechniki Ryskiej, po czym uzyskał zatrudnienie jako inżynier w ryskiej stoczni, następnie zaś w bankowości. W 1988 zaangażował się w działalność w Związku Polaków na Łotwie, był m.in. jego wiceprezesem. W 1990 podjął studia na Wydziale Teologicznym Katolickiego Uniwersytetu Lubelskiego, a w 1996 przyjął święcenia kapłańskie. Pełnił posługę w archidiecezji ryskiej, m.in. jako wikariusz w parafii św. Franciszka (1996–2001), był także wikariuszem w katedrze św. Jakuba w Rydze (2001–2002). W latach 1996–2002 był opiekunem charyzmatycznej wspólnoty „Effata”.
Studiował na Papieskim Uniwersytecie Laterańskim w Rzymie, gdzie w 2004 uzyskał stopień licencjata w zakresie teologii fundamentalnej, a w 2008 doktorat z tej dziedziny.
Od grudnia 2008 pełnił funkcję ojca duchownego Seminarium Metropolitarnego w Rydze oraz dyrektora Wyższego Instytutu Nauk Religijnych (łot. Rīgas Augstākā reliģijas zinātņu institūts). Pracuje również jako wykładowca w Ryskim Instytucie Teologicznym. Był wikariuszem pomocniczym w parafii Chrystusa Króla.
19 czerwca 2010 został mianowany przez papieża Benedykta XVI nowym arcybiskupem Rygi. Jego konsekracja odbyła się 8 sierpnia w luterańskiej katedrze w Rydze. Współkonsekratorem był Prymas Polski abp Józef Kowalczyk. Ingres nastąpił 21 sierpnia 2010 w katedrze św. Jakuba.
12 czerwca 2012 arcybiskup Stankiewicz został członkiem Papieskiej Rady do spraw Popierania Jedności Chrześcijan.

## Odznaczenie
- Krzyż Oficerski Orderu Zasługi Rzeczypospolitej Polskiej (2016)[8][9]
- Krzyż Komandorski Orderu Zasługi Rzeczypospolitej Polskiej (2023)[10][11]